# Marius Žaliūkas
Marius Žaliūkas, né le 10 novembre 1983 à Kuršėnai et mort le 31 octobre 2020 est un footballeur international lituanien ayant joué  au poste de milieu défensif.

## Carrière
- 2002 - 2003 : Inkaras Kaunas  Lituanie
- 2004 - 2006 : FBK Kaunas  Lituanie
  - septembre - décembre 2004 : FK Šilutė  Lituanie (prêt)
- 2006-2013 : Heart of Midlothian  Écosse
- 2013-2014 : Leeds United  Angleterre
- 2014-2015 : Rangers  Écosse[1],[2],[3]
- 2016 :  Žalgiris Vilnius

## Palmarès
Žalgiris Vilnius
- Coupe de Lituanie
  - Vainqueur (1) : 2016

 FBK Kaunas
- Championnat de Lituanie
  - Champion (1) : 2006
- Coupe de Lituanie
  - Vainqueur (1) : 2005

 Heart of Midlothian
- Coupe d'Ecosse
  - Vainqueur (1) : 2012

### Personnel
- Membre de l'équipe-type de Scottish Premier League en 2011

## Mort
Atteint d'une sclérose latérale amyotrophique (SLA) depuis 2015, Žaliūkas  meurt le 31 octobre 2020 à l'âge de 36 ans et est enterré le 5 novembre 2020, laissant dans le deuil son épouse Nora et son fils Marius Jr., né la même année.